# Обер, Брижитт (писательница)

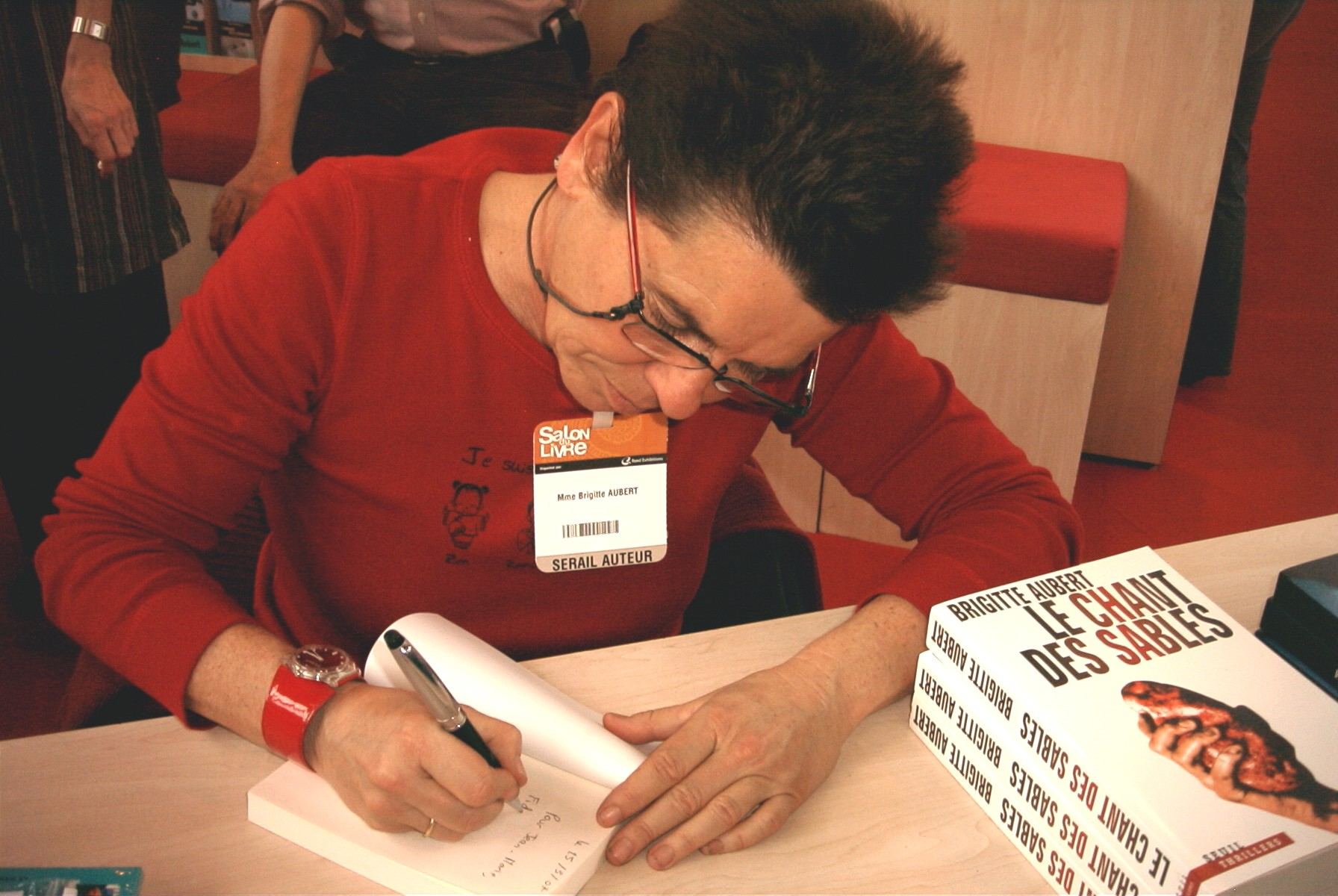
Брижитт Обер

Брижитт Обер (фр. Brigitte Aubert; 17 марта 1956, Канны) — французская писательница, сценаристка, продюсер.

## Биография
Родилась в семье работников кинотеатра «Олимпия». С детства увлекалась кино. Писать начала в 10-летнем возрасте.
Изучала право в университете Ниццы. Получила степень магистра трудового права.
В 1977 году начала работать в киноиндустрии, сначала как автор текстов для короткометражных фильмов, затем продюсером.
Её роман «Лесная смерть» удостоен Гран-При французской детективной литературы (Grand prix de littérature policière). Кроме детективных романов, рассказов и триллеров написала ряд сценариев для телекомпании TF1 и несколько пьес для театра. Продюсирует сериалы в жанре нуар для французского телевидения. Автор нескольких книг для молодёжи и юношества. Ныне одна из ведущих французских детективных писательниц. В двадцати романах, опубликованных за 17 лет, она стала ведущим французским автором серии «Seuil policier», её романы были переведены более чем в семнадцати странах, включая Соединённые Штаты.
В настоящее время живёт в Каннах, где работает с гастрольным театром.

## Избранные произведения
- 1992 : Les Quatre fils du Docteur March
- 1993 : La Rose de fer
- 1994 : Ténèbres sur Jacksonville
- 1996 : La Mort des bois
- 1997 : Requiem Caraïbe
- 1998 : Transfixions
- 2000 : La Morsure des ténèbres
- 2000 : Éloge de la phobie
- 2000 : La Mort des neiges
- 2000 : Le Couturier de la mort
- 2001 : Descentes d`organes
- 2002 : Funérarium (Seuil «Policiers»)
- 2004 : Rapports brefs et étranges avec l’ombre d’un ange (Flammarion «Flammarion noir»)
- 2005 : Le Chant des sables (Le Seuil «Thriller»)
- 2005 : Nuits noires : recueil de nouvelles (Fayard «Fayard noir»)
- 2006 : Une âme de trop (Seuil Policiers)